# 芬德利冰川
71°18′S 168°47′E / 71.300°S 168.783°E
芬德利冰川是南極洲的冰川，位於維多利亞地的彭內爾海岸，全長31公里，流經阿德默勒爾蒂山脈，終點在徹里加勒德山和阿特金森崖之間，美國地質調查局根據測量和該國海軍的空中照片繪入地圖。